# Кустин (Шептицький район)
Ку́стин — село в Україні, у Лопатинській селищній територіальній громаді Шептицького району Львівської області. Населення становить 515 осіб (2001).

## Населення

### Мова
Розподіл населення за рідною мовою за даними перепису 2001 року:
| Мова       | Кількість | Відсоток |
| ---------- | --------- | -------- |
| українська | 511       | 99.22%   |
| російська  | 3         | 0.59%    |
| румунська  | 1         | 0.19%    |
| Усього     | 515       | 100%     |